# Gerhard Deimling
Gerhard Deimling (* 23. April 1934 in Wuppertal; † 8. April 2017 ebenda) war ein deutscher Rechts- und Kriminalsoziologe.

## Werdegang
Deimling promovierte in Sozialwissenschaften und war bis zu seiner Emeritierung Professor für Soziologie und Sozialpädagogik im Fachbereich Bildungs- und Sozialwissenschaften an der Bergischen Universität Wuppertal, deren Gründungssenat er von 1972 bis 1983 angehörte. Zugleich war er auch Gründungskonrektor für Forschung und Wissenschaftlichen Nachwuchs.
Im Laufe seiner Lehrtätigkeit übernahm er von 1988 bis 1992 eine Gastprofessur an der Universität Łódź und 1991 an der Universität Leipzig. In Leipzig war er von 1991 bis 1994 Mitglied der Gründungskommission der Fakultät für Erziehungswissenschaften. Seine langjährigen Forschungen befassten sich vor allem mit der Geschichte der Soziologie und der Geschichte der Sozial- und Straffälligenpädagogik, zu der er zahlreiche Publikationen veröffentlichte. Zuletzt forschte er über Gerontologie und Alterssoziologie.
Bis zu seiner Emeritierung leitete er ab 1989 das Institut für Soziale Gerontologie und Altersmedizin ISOGAM an der Universität Wuppertal. Ehrenamtlich tätig war er seit 1968 als Vorsteher eines Bezirks der Ehrenamtlichen Sozialhilfe der Stadt Wuppertal. 

## Veröffentlichungen
- Theorie und Praxis des Jugendstrafvollzuges. Eine pädagogisch-soziologische Analyse der gegenwärtigen Vollzugsverhältnisse im Land NRW. Bonn 1967, (Bonn, Universität, phil. Dissertation, vom 26. Juli 1967).
- Theorie und Praxis des Jugendstrafvollzugs in pädagogischer Sicht. Dargestellt am Beispiel des Landes Nordrhein-Westfalen. Erfahrungen, empirische Untersuchungen, Folgerungen und Vorschläge. Luchterhand, Neuwied u. a. 1969.
- Recht und Moral. Gedanken zur Rechtserziehung. Luchterhand, Neuwied u. a. 1972.
- Sozialisation und Rehabilitation sozial Gefährdeter und Behinderter. Theoretische Ansätze, Empfehlungen, Berichte, Meinungen (= Luchterhand-Arbeitstitel für Erziehungswissenschaft und -praxis. Sonderschriften.). Luchterhand, Neuwied u. a. 1973, ISBN 3-472-55516-5.
- als Herausgeber mit Heinrich Lenzen: Straffälligenpädagogik und Delinquenzprophylaxe. Vorstudien und Diskussionsmaterialien für einen neuen Schwerpunkt in Forschung, Lehre und Studium. Luchterhand, Neuwied u. a. 1974, ISBN 3-472-55028-7.
- als Herausgeber mit Josef M. Häussling: Erziehung und Recht im Vollzug der Freiheitsstrafe (= Wuppertaler Beiträge zur Straffälligenpädagogik, Delinquenzprophylaxe und Rehabilitation. 1). Hammer, Wuppertal 1974, ISBN 3-87294-078-3.
- als Herausgeber mit Josef M. Häussling: Straffälligenhilfe. Aktuelle und historische Aspekte der Strafvollzugsreform durch Staat und engagierte Bürger (= Wuppertaler Beiträge zur Straffälligenpädagogik, Delinquenzprophylaxe und Rehabilitation. 2). Hammer, Wuppertal 1977, ISBN 3-87294-096-1.
- als Herausgeber mit Josef M. Häussling: Vorbeugungsstrategien. Bestandsaufnahme und Möglichkeiten der Delinquenzprophylaxe und sozialer Therapien (= Wuppertaler Beiträge zur Straffälligenpädagogik, Delinquenzprophylaxe und Rehabilitation. 3). Hammer, Wuppertal 1977, ISBN 3-87294-113-5.
- Ethische Verbindlichkeit oder soziotechnische Anpassung? Zur Krise der Sozialpädagogik in der Gegenwart (= Reden zur Zeit. 32, ZDB-ID 558487-5). Naumann, Würzburg o. J. (1979 ?).
- Angst und Einsamkeit. Ein soziologischer Versuch (= Würzburger Studien zur Soziologie. 3). Naumann, Würzburg 1980, ISBN 3-88567-007-0.
- Erziehung und Bildung im Freiheitsentzug. Gesammelte Aufsätze zur Straffälligenpädagogik (= Strafvollzug, Randgruppen, soziale Hilfen. 2). Lang, Frankfurt am Main u. a. 1980, ISBN 3-8204-6447-6.
- Die Anfänge moderner Strafrechtspflege in Europa. Bergische Universität Wuppertal – Forschungsgruppe für Straffälligenpädagogik und Delinquenzprophylaxe, Wuppertal 1988.
- Erziehung und Recht (= Walter-Raymond-Stiftung. Kleine Reihe. 46). Wirtschaftsverlag Bachem, Köln 1989, ISBN 3-89172-148-X.
- als Herausgeber: Cesare Beccaria. Die Anfänge moderner Strafrechtspflege in Europa (= Kriminologische Schriftenreihe aus der Deutschen Kriminologischen Gesellschaft. 100). Kriminalistik-Verlag, Heidelberg 1989, ISBN 3-7832-0289-2.
- mit Harald Seeger: Tante Hanna. Die Arbeiterin Johanna Faust als Volksmissionarin (= ABC-Team. 432). Brockhaus, Wuppertal u. a. 1989, ISBN 3-417-12432-8.
- Umkehr zum Leben. Predigten über Gottes Gerechtigkeit und des Menschen Freispruch. Deimling, Wuppertal 1994, ISBN 3-928258-10-9.
- als Herausgeber mit Werner Kruck: Alter und Geschlecht im Blickpunkt gerontologischer Forschung und Weiterbildung (= Deimling wissenschaftliche Monographien. 18). Deimling, Wuppertal 1997, ISBN 3-928258-28-1.
- Alter(n) und Sozialstruktur. Sozialgerontologische Thesen zum Strukturwandel des Alter(n)s im Kontext gesellschaftlicher Modernisierung (= Deimling wissenschaftliche Monographien. 20). Deimling, Wuppertal 1998, ISBN 3-928258-30-3.
- Mensch, Gesellschaft, Staat. Einführung in die Geschichte der Soziologie (= Deimling-Arbeitsmittel für Studium und Lehre. 5). Deimling, Wuppertal 1998, ISBN 3-928258-32-X.

## Auszeichnungen
- 1979 Von der Heydt-Kulturpreis der Stadt Wuppertal